# نظام الدوري الإيطالي لكرة القدم

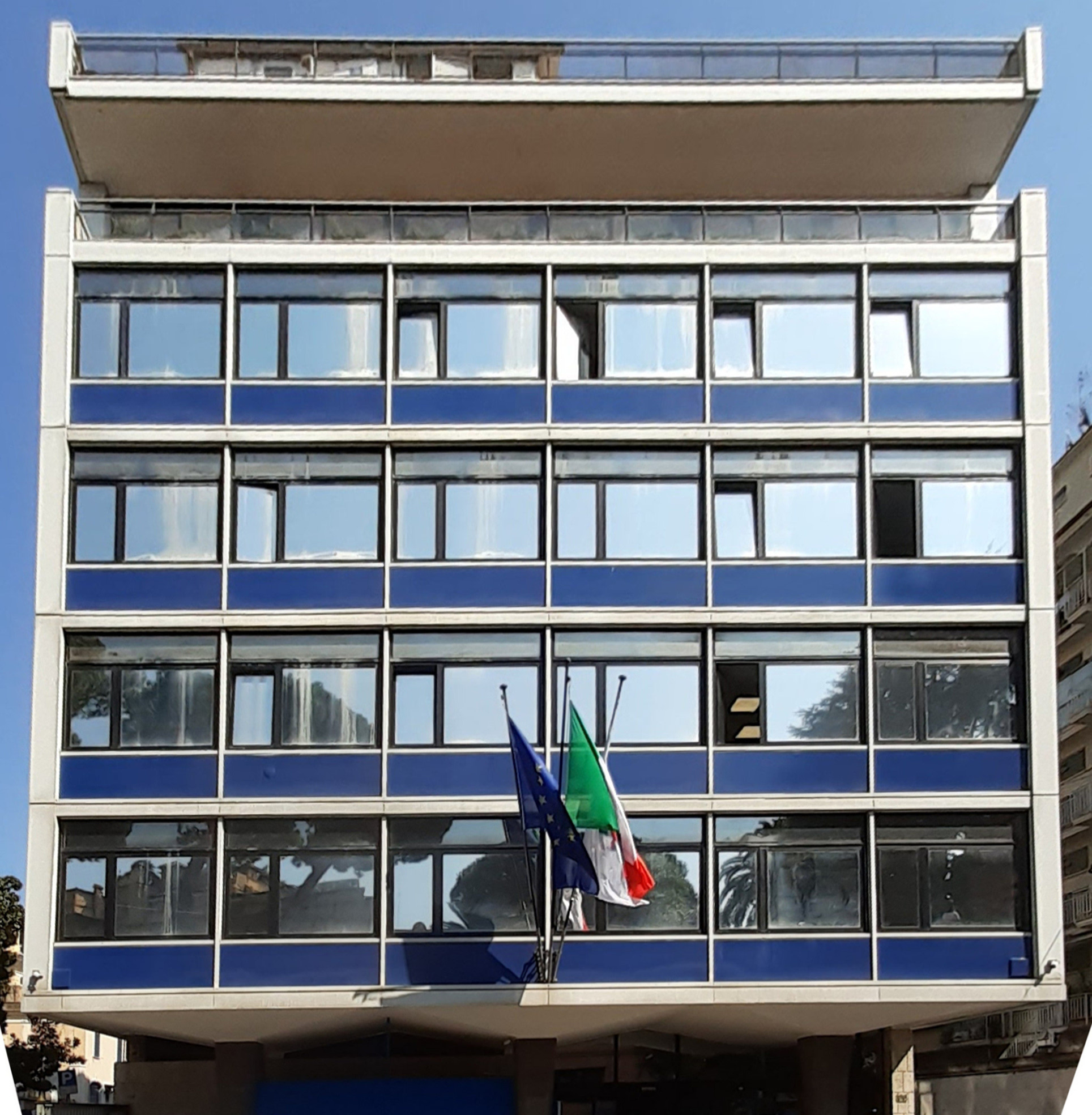
مقر الاتحاد الإيطالي لكرة القدم (FIGC) في روما.

يشير نظام الدوري الإيطالي لكرة القدم، إلى نظام الدوري المترابط هرميًا لكرة القدم في إيطاليا. ويتكون من تسع بطولات وطنية وإقليمية، أول ثلاث بطولات احترافية، في حين أن البطولات الست المتبقية للهواة، أنشأها الاتحاد الإيطالي لكرة القدم. يتنافس فريق واحد من سان مارينو أيضًا. النظام له شكل هرمي مع الصعود والهبوط بين الدوريات على مختلف المستويات.